# سیف‌الله (سربیشه)
سیف‌الله یک روستا در ایران است که در بخش مرکزی شهرستان سربیشه واقع شده‌است.